# Boglunge
En boglunge er et åndedrætsorgan hos visse landlevende spindlere så som skorpioner og primitive edderkopper.
Boglungen har sit navn fordi den ligner en opslået bog. Der er en bølget skillevæg med blod på den ene side og luft på den anden side. Luftarter kan udveksles mellem blod og luft gennem skillevæggen. Som regel er der tilstrækkelig udveksling til at det er unødvendigt at bruge muskelkraft til at tilføre luft.
| Dyr | Spire Denne artikel om dyr er en spire som bør udbygges. Du er velkommen til at hjælpe Wikipedia ved at udvide den. |